# 核反应堆安全壳

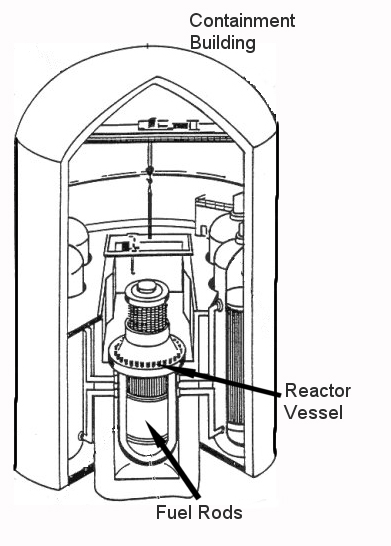
圍阻體簡圖。

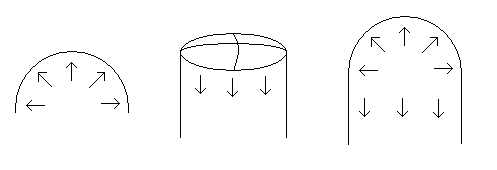
如果在事故中产生的蒸汽的主要压力是向外，反应堆安全壳的设计会趋向球形，如果安全壳的重量是主要压力，设计会趋向罐形。现代的设计倾向两者互相结合。

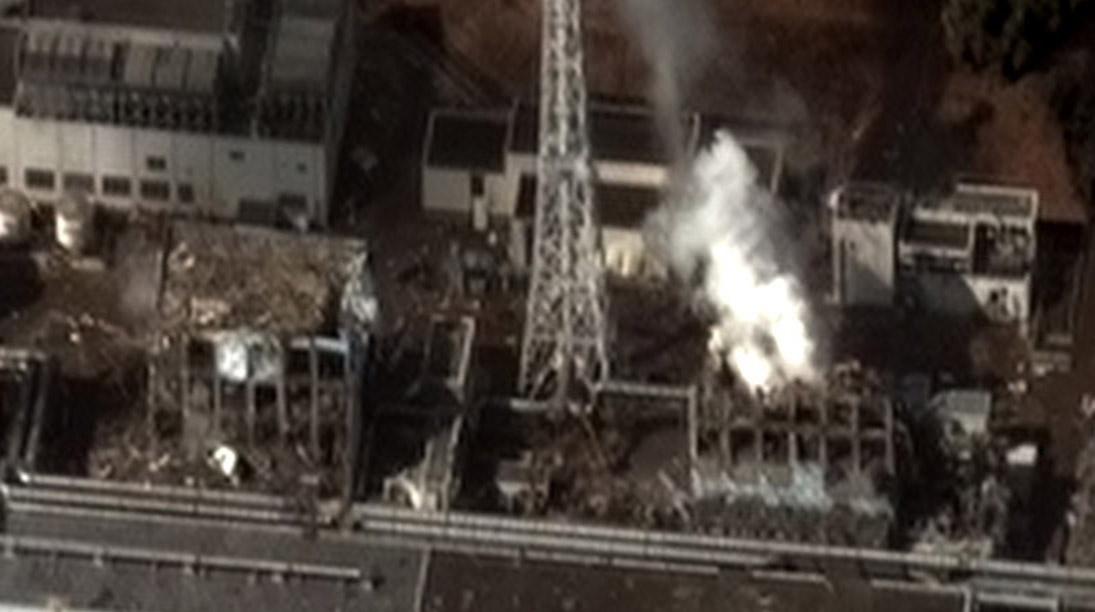
2011年3月16日的福岛第一核电厂三号反应堆(右方)和四号反应堆(左方)。三个反应堆过热，导致炉心熔毁，放射性物质释出至反应堆安全壳外。

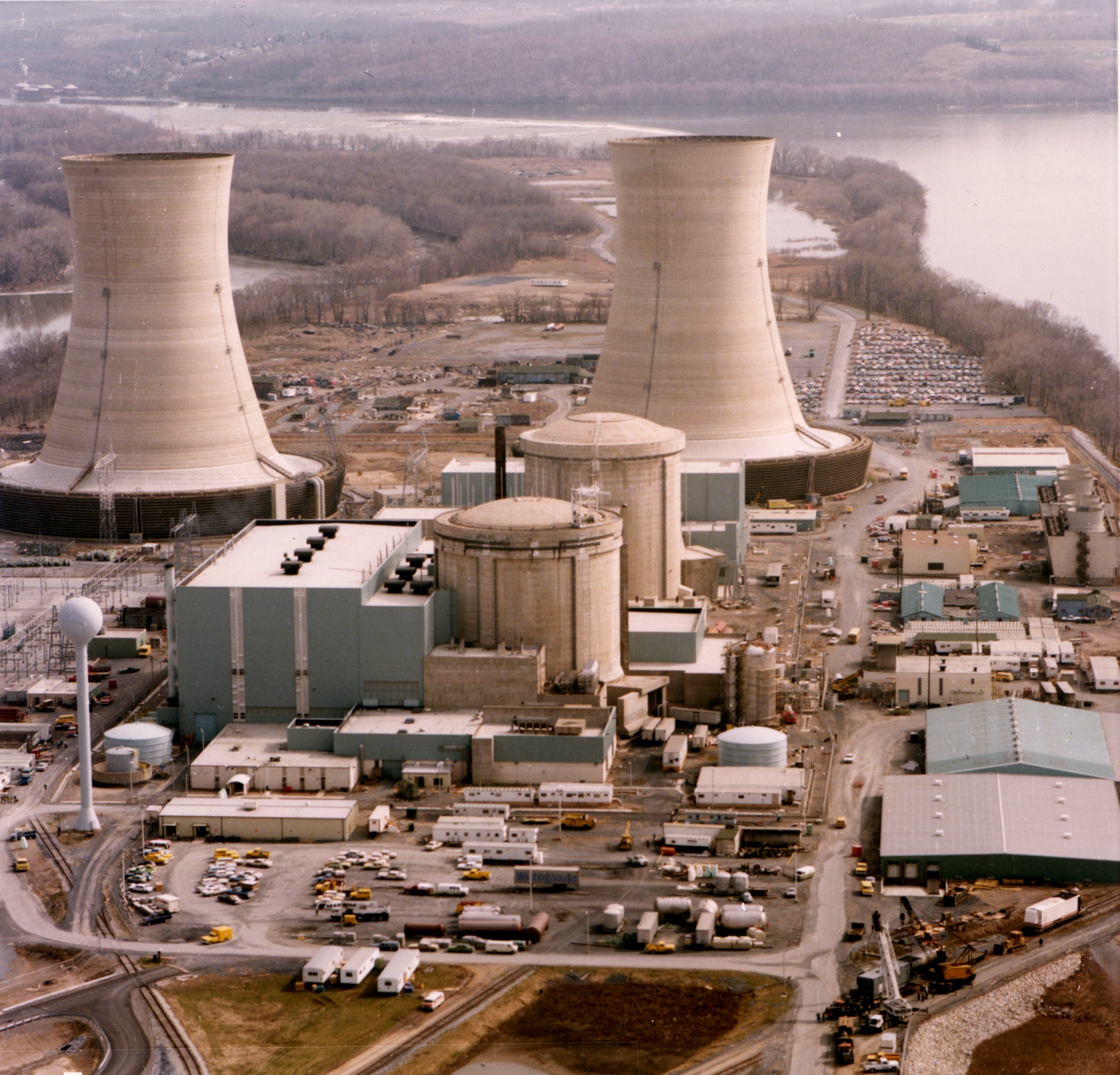
三哩岛核电厂是Babcock & Wilcox设计的早期压水堆，上图显示鑵形安全壳设计。

核反应堆安全壳，或称反应堆安全壳、安全壳建筑或安全壳、圍阻體、安全廠房、安全掩體，是一个钢筋混凝土和铅的坚固结构。它的设计在紧急状况下，包裹反应堆漏出的放射性蒸汽和气体，它的最高容压范围是大约275kPa至550kPa。是构成压水反应堆最外圍的建筑，指包容了核蒸汽供应系统的大部分系统和设备的外壳建筑，用以容纳反應爐壓力槽以及部分安全系统（包括一回路主系统和设备、停堆冷却系统），将其与外部环境完全隔离，期望能实现安全保护屏障的功能。

## 類型
核反应堆安全壳的类型可由它的大小，形状，所用的材料，冷却糸统等特点区分。反应堆的冷却糸统取决于反应堆的类型，反应堆的发电机和反应堆的特定需求。安全壳建筑按其建筑材料分，有用钢板制造的，也有用钢筋水泥混凝土制造的，还有混合上述两种材料制造的；按性质分，有干式和冰冷凝器式的；按外形分有球型和圆筒型的。
- 大型干式安全壳（large-dry）
- 冰凝式安全壳（ice-condenser）
- 鼓泡/凝结式安全壳

## 功能
- 在发生地震、冷却剂流失事故时，防止堆内放射性物质外泄。
- 保护堆内重要设备，防止受到外来袭击（如飞射物、飞机）的破坏。

## 失效
圍阻體仍有耐壓限制，如果內部壓力超過耐壓限制將會爆開，此時放射性物質將會排出，有可能造成嚴重核子污染。